# Joseph Giavarini
Joseph Giavarini, également connu comme « le Prisonnier de Bâle (Joseph G.) », né en 1877 près de Parme en Italie, mort à Bâle en 1934, est un sculpteur d'art brut suisse. On a longtemps abrégé son nom en Joseph G. pour ne pas porter préjudice à sa famille, car il a été emprisonné pour meurtre. L'appellation abrégée figure  dans Art Brut 1 en même temps que le titre  : « Le Prisonnier de Bâle (Joseph G.) qui lui est encore attribué dans les rééditions et qui est d'usage dans la Collection de l'art brut grâce à laquelle il a été reconnu ».

## Biographie
Ouvrier maçon à l'âge de seize ans, puis rapidement contremaître, Joseph est un bon maçon et un travailleur acharné qui, sans savoir lire ni écrire, donne à ses enfants une éducation correcte. Sa famille vit bientôt dans une certaine aisance, ce qui permet à Joseph dès 1925 d'établir sa propre entreprise de maçonnerie avec l'aide de ses enfants. Ne sachant toujours pas lire ni écrire, il laisse ses fils se charger des écritures, et son entreprise prospère. Il semble parfaitement équilibré et ne souffre d'aucun trouble psychique mais, en 1927, il tue d'un coup de pistolet sa maîtresse et tente également de tuer le mari de celle-ci sans y parvenir. Arrêté alors qu'il tentait de se suicider, il passe en jugement. Sur ordre du juge, il est d'abord interné en hôpital psychiatrique, mais les experts considèrent qu'il ne souffre d'aucune anomalie mentale. On le transfère donc à la prison de Bâle où il purge une peine de six ans. C'est pendant sa détention qu'il confectionne de petites figurines en mie de pain, la première étant dédiée à sa maîtresse morte qu'il installe dans un petit cercueil. Lors de son séjour en prison, il souffre d'hallucinations nocturnes et demande pardon. Il meurt peu de temps après sa libération, en 1934, d'une sclérose des coronaires.

## L'œuvre
Avec de la mie de pain d'abord, il réalise de petites figurines dont la première est celle de sa maîtresse dans un petit cercueil de bois. Mais bien vite la mie de pain ne suffit plus : Joseph se lance dans des modelages de plus grande taille, qu'il réalise pendant ses heures de repos. Il utilise la terre à modeler que sa famille lui apporte dans de grands sacs, ses enfants viennent le voir très souvent. Pour stabiliser ses modelages, Joseph récupère dans l'atelier de menuiserie de la prison des morceaux de bois qui servent de socle. Les sujets sont parfois des scènes avec plusieurs personnages comme Orchestre au supplice. La Gare mondiale, 65 × 75 cm (hauteur : 95 cm) présente sur un plateau circulaire un ensemble d'acrobates. Danse de la vie (hauteur : 32 cm) représente aussi une scène d'acrobates. 
Parmi ses réalisations les plus monumentales  : La Tribune 65 × 75 × 160 cm avec un immense personnage central perché sur un piédestal au-dessous duquel de très petits personnages, parmi lesquelles des marottes à petit pied, semblent représenter ironiquement l'autorité.